# Villy-en-Trodes
 Villy-en-Trodes  es una población y comuna francesa, en la región de Champaña-Ardenas, departamento de Aube, en el distrito de Troyes y cantón de Bar-sur-Seine.

## Demografía
| 240 | 270 | 245 | 239 | 221 | 202 |
| Para los censos de 1962 a 1999 la población legal corresponde a la población sin duplicidades (Fuente: INSEE [Consultar]) |     |     |     |     |     |